# Victoria Florești
Victoria SA – rumuński producent opon z siedzibą we Florești. Obecnie należy do koncernu Michelin.

## Historia
W 1939 roku powstaje pierwsza rumuńska fabryka opon Banloc Goodrich w wyniku wspólnej inwestycji firmy BF Goodrich i księżniczki Elizabeth (siostry króla Karola II) we Florești.
Po 1948 roku zostaje znacjonalizowana.
W 1956 roku zostaje zmieniona nazwa fabryki na Uzina Chimica Victoria.
29 listopada 1992 roku Victoria SA zostaje zarejestrowana jako spółka akcyjna z siedzibą we Florești w centralnej Rumunii.
W 1997 roku rumuńsko-kanadyjska Tofan Grup nabywa od Rumuńskiej Agencji Prywatyzacyjnej 51% udziałów w dwóch państwowych przedsiębiorstwach – fabryce opon do aut osobowych Victoria SA i fabryce opon ciężarowych Silvana SA.
18 marca 2002 roku Tofan Grup sprzedaje swoje 94,51% udziałów w Victoria SA francuskiej grupie Michelin.
31 grudnia 2008 roku firma zostaje włączona do Michelin Romania SA.